# Seal
Henry Olusegun Adeola Samuel (Londres, 19 de fevereiro de 1963), conhecido profissionalmente como Seal, é um músico, cantor e compositor britânico de ascendência nigeriana e brasileira. O avô paterno de Seal, nasceu em Salvador, na Bahia. Entre seus maiores sucessos, está a canção Kiss from a Rose, trilha sonora do filme Batman Forever, pela qual recebeu três prêmios Grammy em 1995. No total, o cantor já ganhou três prêmios Brit Awards, na categoria de melhor cantor masculino, quatro prêmios Grammy e um MTV Video Music Awards. Já vendeu 15 milhões de cópias no mundo todo até hoje.

## Biografia
Filho da nigeriana Adebisi Ogundeji e do filho de brasileiro Francis Samuel, Seal passou seus primeiros quatro anos de vida com seus pais adotivos, Frank e Barbara, em Romford, em Essex, até que sua mãe biológica veio buscá-lo. Sentado com ela no ônibus, ele se lembra de ter gritado durante todo o caminho até a casa, em Brixton. Dois anos depois, sua mãe e o namorado dela decidiram voltar para a Nigéria e Seal foi viver com o pai, um homem violento, que trabalhava como bombeiro em Paddington, distrito da City of Westminster, no centro de Londres, onde Seal cresceu. Mais tarde, obteve um diploma de arquitetura e teve vários empregos em Londres, antes de se tornar cantor profissional.
Embora sempre tenha havido especulações sobre a causa das cicatrizes no seu rosto, elas não são o resultado de nenhum tipo de rito tribal de escarificação. O cantor sofre de lúpus eritematoso discoide (DLE). Seal revelou que se afligia com essa síndrome quando adolescente, uma condição em que as células do sistema imune atacam vários tecidos do corpo. Uma inflamação intensa que se desenvolve na pele, particularmente nas áreas expostas ao sol; se não tratada com protetor solar e anti-inflamatórios, pode deixar cicatrizes. A doença não somente causou-lhe as cicatrizes na face como também provocou perda de cabelos, mas está em remissão há anos.
Durante a década de 1980, Seal cantou durante um curto período de tempo em clubes locais e bares. Em 1987, se juntou ao Push, uma banda de funk britânica, e excursionou com eles no Japão. Na Tailândia, se juntou brevemente a uma banda de blues. Em seguida, excursionou pela Índia por conta própria. Voltou para Londres, onde passou a dormir no sofá do amigo Julian Bunster, então um modelo. Algumas vezes, Seal perguntava a seu amigo: "eu canto bem?", e este sempre respondia que achava que Seal cantava melhor que a maioria dos cantores em atividade. Então, Seal se encontrou com o produtor Adamski. Dele, recebeu a letra da canção Killer, que se tornou um imenso sucesso em 1990, catapultando sua carreira.

### Seal(1991)
Seal conseguiu a atenção inicial do público com a canção Killer, de Adamski, em 1990. O single chegou ao número um das paradas no Reino Unido. Em seguida, Seal foi contratado pela gravadora ZTT Records e lançou seu álbum autointitulado de estreia (produzido por Trevor Horn) em 1991. Sabe-se que existem duas versões do álbum em circulação: a versão original premix e a versão mais comum, com mixagem atualizada. Isso é atribuído à demanda por um single durante a edição do álbum e, nas palavras de Seal e Horn, à sua "incapacidade de largar".
O álbum foi bem-recebido pelos críticos. Os singles Crazy, Future Love Paradise e sua versão de Killer conquistaram boas colocações nas paradas. Em particular, Crazy se tornou um sucesso internacional em 1991, alcançando a segunda colocação do UK Singles Chart e a sétima colocação do Billboard Hot 100 nos Estados Unidos. Seal roubou a cena no Brit Awards de 1992, que foi realizado no Hammersmith Apollo, em Londres, ao conseguir a primeira sequência de três vitórias na história do evento. Ele venceu em três categorias: melhor artista britânico homem, melhor vídeo britânico (Killer) e melhor álbum britânico (Seal).
Em 1992, Seal apareceu no CD compilação Red Hot + Dance, da Red Hot Organization, contribuindo com a faixa exclusiva Crazy (If I Was Trev Mix). O álbum, que apresentava George Michael e Madonna, entre outros artistas, visava a arrecadar fundos e atenção para a luta contra a síndrome da imunodeficiência adquirida.

### Seal II(1994)
Depois que Seal se juntou novamente a Trevor Horn, seu segundo álbum, também autointitulado, foi lançado em 1994. Um sucesso, o álbum apresentou os singles Prayer for the Dying e Newborn Friend, e recebeu posteriormente a indicação para o prêmio Grammy de álbum do ano. Prayer for the Dying se tornou um pequeno sucesso nos Estados Unidos, alcançando o número 21 no Billboard Hot 100. Um terceiro single, Kiss from a rose, tocou de maneira discreta nas rádios quando foi lançado mas alcançou uma popularidade muito maior quando foi remixado para fazer parte da trilha sonora do filme Batman forever. Kiss from a rose ganhou o prêmio Grammy de gravação do ano e o de canção do ano em 1996, tornando-se o single de Seal de maior sucesso nos Estados Unidos (alcançou o topo do Billboard Hot 100 no final de agosto de 1995), e alcançando a quarta posição no Reino Unido.

### Human Being
Em 1998, Seal lançou Human Being. O álbum foi produto de um período turbulento em sua vida, incluindo uma separação e posterior reconciliação com o produtor Horn, bem como a saída de Seal da gravadora ZTT Records e sua entrada na gravadora Warner Records em 1997. O álbum foi criticado em sua estreia. Recebeu a certificação dourada da Recording Industry Association of America apenas dois meses depois de seu lançamento. O álbum teve três singles: Human Beings, Latest Craze, e Lost My Faith.

### Togetherland
Em 2001, os fãs esperavam pela chegada de um novo álbum, anunciado como Togetherland. Depois de um prolongado período de pós-produção, o álbum foi cancelado. Oficialmente, Seal achou que o álbum não havia ficado bom. Porém reportagens disseram que o álbum havia sido cancelado pela gravadora devido ao fato de os produtores acharem que o álbum não faria sucesso comercial. No entanto, foi lançado um single a partir do álbum. This could be heaven foi lançado nos Estados Unidos e fez parte da trilha sonora do filme The family man. Desde dezembro de 2006, Seal indicou que planeja extrair partes de Togetherland e torná-las disponíveis para download. Enquanto isso, Seal coescreveu e forneceu vocais para o single My vision, de Jakatta, em 2002. Ele também gravou um bem-sucedido dueto com a cantora francesa Mylène Farmer intitulado Les mots no mesmo período. Também em 2002, forneceu vocais para a canção You are my kind, a quarta faixa do álbum de Santana Shaman.

### Seal IV
Em 2003, Seal lançou seu quarto álbum, Seal IV. Embora não tenha alcançado as vendagens de seus dois primeiros álbuns, ele projetou novamente o nome de Seal nos Estados Unidos e na Europa continental. Singles do álbum incluíram Waiting For You, Get It Together e Love's Divine. Este último foi lançado em 2004 e foi um grande sucesso em vários países europeus.

### Greatest hits album: Best 1991–2004
Em 2004, um álbum de grandes sucessos intitulado Seal: Best 1991–2004 foi lançado, incluindo uma versão cover do clássico Walk On By, de Burt Bacharach e Hal David, e uma versão cover da música Lips Like Sugar, de Echo & the Bunnymen. Uma das edições do álbum incluiu um CD extra com versões acústicas de alguns sucessos de Seal.

### Live in Paris
Também em 2004, Seal realizou apresentações no teatro Olympia, em Paris. A apresentação de 6 de julho de 2004 foi gravada e lançada aproximadamente um ano depois como um pacote de CD/DVD, intitulado simplesmente Live in Paris.

### One Night to Remember
Em junho de 2005, Seal gravou um concerto especial que veio a ser lançado em 2006, intitulado One Night To Remember, uma combinação de CD/DVD. O DVD inclui um documentário making of em adição à performance ao vivo. Gravado em um histórico moinho de aço, o Altes Kesselhaus ("casa da velha caldeira"), em Düsseldorf, na Alemanha, a performance inclui uma versão especial de "Canção de ninar", de Brahms, a qual Seal canta em alemão e posteriormente em inglês para o público. Ao contrário de outras gravações em que Seal é acompanhado por sua banda, Seal é acompanhado por uma orquestra completa e um coro de 52 músicos.

### System
System foi lançado no Reino Unido em 12 de novembro de 2007 e nos Estados Unidos em 13 de novembro de 2007. Seal descreve o álbum como mais voltado para a dança, aparentemente retornando às raízes de seu primeiro álbum. Na faixa intitulada Wedding Day, Seal canta num dueto com sua então esposa, a modelo Heidi Klum. O primeiro single do álbum, Amazing, foi lançado em 25 de setembro de 2007, e concorreu na categoria "melhor performance vocal pop masculina" do prêmio Grammy de 2007.
Seal cantou Amazing e Lucy in the sky with diamonds, dos Beatles, na Royal Variety Performance de 2007.
Seal também cantou Amazing no Victoria's Secret Fashion Show em dezembro de 2007, assim como o dueto Wedding Day com sua esposa. Outros artistas que se apresentaram no Victoria's Secret Fashion Show foram Spice Girls e will.i.am do The Black Eyed Peas. Seal apareceu na final da sétima temporada do programa American Idol, cantando com a terceira colocada  Syesha Mercado.

### Soul
O sexto álbum de estúdio de Seal, Soul, foi lançado internacionalmente em 3 de novembro de 2008 e, nos Estados Unidos, em 11 de novembro de 2008. Contém onze clássicos da soul music produzidos por David Foster. O primeiro single foi uma versão cover da canção A change is gonna come, de Sam Cooke.
Em 14 de março de 2009, Seal cantou uma canção do álbum e orientou os participantes do Top 9-Show da sexta temporada do programa da tevê alemã Deutschland sucht den Superstar (German Idol).

### Hits
Em 4 de dezembro de 2009, Hits, um álbum de compilação, foi lançado. Ele continha duas faixas novas, I Am Your Man e Thank You.

### CommitmenteSoul 2
O sétimo álbum de estúdio de Seal, Seal 6: Commitment, foi lançado internacionalmente em 20 de setembro de 2010 e, nos Estados Unidos, em 28 de setembro de 2010. O primeiro single, Secret, foi lançado em 10 de agosto de 2010 no iTunes nos Estados Unidos, e no Reino Unido em 13 de setembro de 2010. Seal declarou que o álbum era inspirado em sua esposa, Heidi. Em 7 de novembro de 2011, Seal lançou seu segundo álbum de versões cover de clássicos da soul music, Soul 2, através da Reprise Records.
Logo em seguida, Seal começou a trabalhar num novo álbum, inicialmente intitulado Let yourself, produzido novamente por Horn. Em fevereiro de 2015, Horn disse que o álbum estava quase pronto. Posteriormente, Seal voltou para a gravadora Perfect Songs e passou duas semanas compondo músicas no estúdio de Los Angeles de Trevor Horn, que foi alugado durante outubro de 2012. Stewart Copeland (ex-The Police) disse esse mês, na sua página no Twitter, que Horn e Crème estavam trabalhando com Seal num projeto. Em abril de 2013, Seal disse, no Twitter, que o novo álbum seria lançado aproximadamente em junho (o que não aconteceu) e que seriam incluídas as faixas Let Yourself, Do You Ever e Laying with an Angel. Posteriormente, o álbum ganhou um novo título: Beautifully scared.

### 7
Em 10 de setembro de 2015, Seal anunciou que o álbum 7 seria lançado em 6 de novembro de 2015.

### Standards
Seal lançou o álbum Standards em novembro de 2017. O álbum foi produzido pelo compositor clássico de crossover Nick Patrick . Recebeu uma indicação para Melhor Álbum Vocal Pop Tradicional no 61º Grammy Awards.

### Outros projetos
Em abril de 1992, Seal se apresentou junto com os remanescentes do grupo Queen no concerto tributo a Freddy Mercury, no estádio de Wembley. Seal cantou o clássico de 1986 Who wants to live forever?, e se juntou aos demais artistas na música final, We Are the Champions
Jeff Beck e Seal gravaram uma versão cover da música Manic Depression, de Jimi Hendrix, para o álbum Stone Free: A Tribute to Jimi Hendrix, de 1993. Seal também cedeu vocais para uma versão cover da música Imagine, de John Lennon, no álbum The Imagine Project, de Herbie Hancock, junto com  P!nk, India .Arie, Jeff Beck, Konono Nº 1, Oumou Sangaré e outros.
Em junho de 2010, Seal e sua esposa Heidi anunciaram que iriam criar uma série no canal Lifetime intitulada Love's divine (mesmo nome de uma música do cantor).
Em 2011, Seal foi um dos juízes no décimo Independent Music Awards.
Em 10 de março de 2012, Seal dividiu o palco com Kanye West, Soul Rebels Brass Band e Snoop Dogg na "Noite de Brad Pitt" da Make It Right Foundation New Orleans. O objetivo do evento era angariar recursos para as vítimas do furacão Katrina.
Em 2012, Seal foi um dos quatro orientadores vocais da primeira temporada da versão australiana da competição de canto The Voice. Ele foi o orientador da vencedora da competição, Karise Eden. Seal retornou na segunda temporada do programa, que estreou em 7 de abril de 2013, e se tornou o orientador vitorioso mais uma vez, ao orientar Harrison Craig. Ele não retornou para a terceira temporada em 2014: a Nine Network afirmou que Seal "irá descansar na terceira temporada do The Voice para focar na música e em material para um novo álbum". O Channel NINE anunciou, em 8 de novembro de 2016, que Seal retornaria, junto com a cantora australiana Delta Goodrem, para o The Voice Australia como orientador em 2017.
Em 15 de novembro de 2014, se juntou ao grupo beneficente Band Aid 30, junto com outros artistas britânicos e irlandeses, para gravar uma nova versão da música Do They Know It's Christmas?, no Sarm West Studios, em Notting Hill, em Londres. O projeto tinha, por objetivo, angariar recursos para a crise do Ebola em 2014 na África Ocidental.
Seal interpretou o personagem Pôncio Pilatos no musical The Passion, de Tyler Perry, que foi veiculado no canal Fox em 20 de março de 2016.
Em 2017, Seal foi juiz convidado na 12ª temporada do America's Got Talent.

### Casamento
Foi casado com a modelo alemã Heidi Klum. Em janeiro de 2012 foi anunciada a separação após 7 anos de casamento. O casal tem três filhos biológicos (dois rapazes e uma menina) e Seal adotou ainda a primeira filha de Heidi, nascida de uma relação prévia. O processo de divórcio foi iniciado a 6 de abril de 2012, mas mantiveram-se próximos e amigos. O divórcio ficou finalizado a 14 de outubro de 2014.

## Discografia

### Álbuns

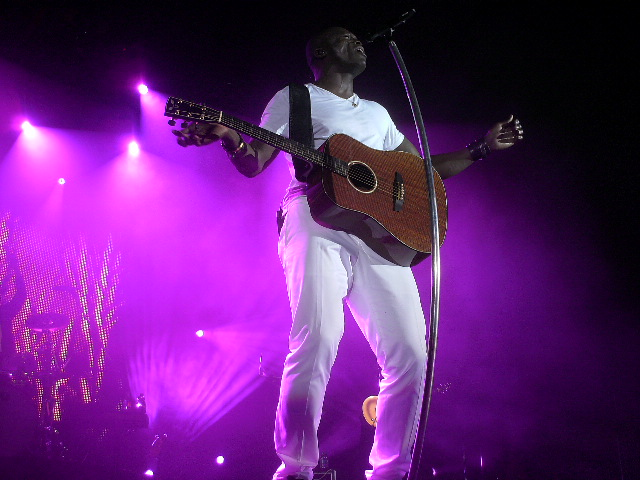
Seal em Porto Alegre

| Ano  | Título                | Posição nas Paradas | Posição nas Paradas | Posição nas Paradas | Posição nas Paradas | Posição nas Paradas |
| Ano  | Título                | Alemanha            | Áustria             | Suíça               | Reino Unido         | Estados Unidos      |
| ---- | --------------------- | ------------------- | ------------------- | ------------------- | ------------------- | ------------------- |
| 1991 | Seal                  | 7                   | 2                   | 2                   | 1                   | 27                  |
| 1994 | Seal II               | 25                  | 8                   | 15                  | 1                   | 15                  |
| 1998 | Human Being           | 24                  | 21                  | 18                  | 44                  | 22                  |
| 2003 | Seal IV               | 2                   | 7                   | 1                   | 4                   | 3                   |
| 2004 | Best 1991-2004        | 3                   | 4                   | 3                   | 27                  | 47                  |
| 2005 | Live in Paris         | −                   | 36                  | 35                  | −                   | −                   |
| 2006 | One Night to Remember | 88                  | −                   | −                   | −                   | −                   |
| 2007 | System                | 13                  | 5                   | 3                   | 37                  | 35                  |
| 2008 | Soul                  | 15                  | 8                   | 4                   | 12                  | 13                  |
| 2010 | Commitment            | 46                  | 48                  | 8                   | 11                  | 31                  |
| 2011 | Soul 2                | −                   | −                   | 38                  | 17                  | 8                   |
| 2015 | 7                     | −                   | −                   | 9                   | 13                  | 45                  |
| 2017 | Standards             | 70                  | 31                  | 32                  | 17                  | –                   |

### Singles
| Ano  | Single                                          | Paradas [ligação inativa] | Paradas [ligação inativa] | Paradas [ligação inativa] | Álbuns                                 |
| Ano  | Single                                          | Reino Unido               | Estados Unidos            | Alemanha                  | Álbuns                                 |
| ---- | ----------------------------------------------- | ------------------------- | ------------------------- | ------------------------- | -------------------------------------- |
| 1990 | "Killer" (com Adamski)                          | 1                         | −                         | 2                         | Doctor Adamski's Musical Pharmacy      |
| 1990 | "Crazy"                                         | 2                         | 7                         | 2                         | Seal                                   |
| 1991 | "Future Love Paradise                           | 12                        | −                         | 16                        | Seal                                   |
| 1991 | "The Beginning"                                 | 24                        | −                         | 39                        | Seal                                   |
| 1991 | "Killer (Remix)"                                | 8                         | 100                       | −                         | Seal                                   |
| 1992 | "Violet"                                        | 39                        | −                         | −                         | Seal                                   |
| 1994 | "Prayer for the Dying"                          | 14                        | 21                        | 62                        | Seal II                                |
| 1994 | "Kiss from a Rose"                              | 4                         | 1                         | 11                        | Seal II                                |
| 1994 | "Newborn Friend"                                | 45                        | −                         | −                         | Seal II                                |
| 1995 | "I'm Alive"                                     | −                         | −                         | −                         | Seal II                                |
| 1996 | "Don't Cry"                                     | 51                        | 33                        | -                         | Seal II                                |
| 1997 | "Fly Like an Eagle"                             | 13                        | 10                        | 61                        | Space Jam Trilha Sonora                |
| 1998 | "Human Beings"                                  | 50                        | -                         | 96                        | Human Being                            |
| 1998 | "Latest Craze"                                  | -                         | -                         | -                         | Human Being                            |
| 1999 | "Lost My Faith"                                 | -                         | -                         | -                         | Human Being                            |
| 2001 | "This Could Be Heaven"                          | -                         | -                         | -                         | Togetherland                           |
| 2002 | "My Vision" (Jakatta participação Seal)         | 6                         | -                         | -                         | Visions                                |
| 2003 | "Get It Together" (participação Jermaine Dupri) | 25                        | -                         | 41                        | Seal IV                                |
| 2003 | "Love's Divine"                                 | 68                        | 79                        | 4                         | Seal IV                                |
| 2004 | "Waiting For You"                               | −                         | 89                        | -                         | Seal IV                                |
| 2004 | "Walk On By"                                    | -                         | -                         | 49                        | Best 1991-2004                         |
| 2005 | "Killer"                                        | -                         | -                         | -                         | Best 1991-2004                         |
| 2006 | "A Father's Way"                                | -                         | -                         | -                         | The Pursuit of Happyness Trilha Sonora |
| 2007 | "Amazing"                                       | 74                        | -                         | 9                         | System                                 |
| 2008 | "The Right Life"                                | −                         | −                         | 46                        | System                                 |
| 2008 | "I Wish - feat. DMX"                            | -                         | -                         | -                         |                                        |